# Line Myers
Line Ryborg Myers (* 31. Dezember 1989 in Hvidovre, Dänemark, geborene Line Ryborg Jørgensen) ist eine ehemalige dänische Handballspielerin, die für die dänische Nationalmannschaft auflief.

## Karriere
Myers begann mit dreieinhalb Jahren das Handballspielen bei Hvidovre IF. Mit zwölf Jahren  schloss sich die Linkshänderin BK Ydun an. Im Jahr 2008 wechselte die Rückraumspielerin zum Erstligisten GOG. Im Jahr 2010 unterschrieb sie einen Vertrag bei FC Midtjylland Håndbold. Mit dem FCM gewann sie 2011, 2013 und 2015 die dänische Meisterschaft, 2011 den EHF-Pokal, 2012 und 2014 den dänischen Pokal sowie 2015 den Europapokal der Pokalsieger. Ab dem Sommer 2015 lief sie für den rumänischen Erstligisten CSM Bukarest auf. Mit CSM Bukarest gewann sie 2016, 2017 und 2018 die Meisterschaft, 2016, 2017 und 2018 den rumänischen Pokal sowie 2016 die EHF Champions League. Im Sommer 2018 wechselte sie zu Team Esbjerg. Mit Esbjerg gewann sie 2019 und 2020 die dänische Meisterschaft. Aufgrund ihrer Schwangerschaft legte sie im Sommer 2020 eine Pause ein. Im März 2021 gab sie ihr Comeback für Team Esbjerg. Anschließend gewann sie mit Esbjerg 2021 den dänischen Pokal.
Myers absolvierte 149 Länderspiele, in denen sie 352 Treffer erzielte. Mit der dänischen Auswahl nahm sie an den Weltmeisterschaften 2009, 2011 und Weltmeisterschaft 2013 teil. Myers gewann bei der WM 2013 die Bronzemedaille und erzielte 20 Treffer in neun Partien. Im Sommer 2012 nahm sie an den Olympischen Spielen in London teil.
Myers gewann mit Dänemark 2006 die Goldmedaille bei der U-18-Weltmeisterschaft sowie 2007 die Goldmedaille bei der U19-Europameisterschaft.
Myers ist seit dem Sommer 2022 beim Dansk Håndbold Forbund als Trainerin im Altersbereich U-15 und U-17 tätig.

## Sonstiges
Ihre Geschwister spielten ebenfalls Handball. Während ihre Schwester beim Zweitligisten BK Ydun aktiv war, spielten ihre beiden Halbbrüder Jan und Kenn in der Nationalmannschaft.